# Marc McLaughlin
Marc McLaughlin, född 26 juli 1999, är en amerikansk professionell ishockeyforward som är kontrakterad till Boston Bruins i National Hockey League (NHL) och spelar för Providence Bruins i American Hockey League (AHL).
Han har tidigare spelat för Boston College Eagles i National Collegiate Athletic Association (NCAA) och Cedar Rapids Roughriders i United States Hockey League (USHL).
McLaughlin blev aldrig NHL-draftad.

## Statistik
| 2014–2015   | Cushing Penguins         |             | 33  | 13 | 9  | 22 | —  | — | — | — | — | — |
|             | NV River Rats            |             | 14  | 5  | 10 | 15 | 4  | — | — | — | — | — |
| 2015–2016   | Cushing Penguins         |             | 33  | 24 | 19 | 43 | —  | — | — | — | — | — |
|             | Cape Cod Whalers         |             | 10  | 0  | 0  | 0  | 0  | — | — | — | — | — |
| 2016–2017   | Cedar Rapids Roughriders | USHL        | 60  | 4  | 12 | 16 | 45 | — | — | — | — | — |
| 2017–2018   | Cedar Rapids Roughriders | USHL        | 21  | 10 | 10 | 20 | 33 | — | — | — | — | — |
| 2018–2019   | Boston College Eagles    | NCAA        | 39  | 4  | 4  | 8  | 20 | — | — | — | — | — |
| 2019–2020   | Boston College Eagles    | NCAA        | 34  | 5  | 7  | 12 | 14 | — | — | — | — | — |
| 2020–2021   | Boston College Eagles    | NCAA        | 24  | 10 | 14 | 24 | 6  | — | — | — | — | — |
| 2021–2022   | Boston Bruins            | NHL         | 11  | 3  | 0  | 3  | 8  | — | — | — | — | — |
|             | Boston College Eagles    | NCAA        | 33  | 21 | 10 | 31 | 22 | — | — | — | — | — |
|             | Providence Bruins        | AHL         | 1   | 0  | 0  | 0  | 0  | 2 | 0 | 0 | 0 | 0 |
| 2022–2023   | Boston Bruins            | NHL         | 2   | 0  | 0  | 0  | 2  | — | — | — | — | — |
|             | Providence Bruins        | AHL         | 66  | 13 | 17 | 30 | 45 | 2 | 0 | 0 | 0 | 0 |
| NHL totalt  | NHL totalt               | NHL totalt  | 13  | 3  | 0  | 3  | 10 | — | — | — | — | — |
| AHL totalt  | AHL totalt               | AHL totalt  | 67  | 13 | 17 | 30 | 45 | 4 | 0 | 0 | 0 | 0 |
| NCAA totalt | NCAA totalt              | NCAA totalt | 130 | 40 | 35 | 75 | 62 | — | — | — | — | — |
| USHL totalt | USHL totalt              | USHL totalt | 81  | 14 | 22 | 36 | 78 | — | — | — | — | — |

### Internationellt
| Källa: Uppdaterad: 2022-04-01 | Källa: Uppdaterad: 2022-04-01 | Källa: Uppdaterad: 2022-04-01 |         | Utv = Utvisningsminuter | Utv = Utvisningsminuter | Utv = Utvisningsminuter | Utv = Utvisningsminuter | Utv = Utvisningsminuter |
| År                            | Lag                           | Mästerskap                    | Matcher | Mål                     | Assists                 | Poäng                   | Utv                     |                         |
| ----------------------------- | ----------------------------- | ----------------------------- | ------- | ----------------------- | ----------------------- | ----------------------- | ----------------------- | ----------------------- |
| 2022                          | USA                           | OS                            | 2       | 0                       | 0                       | 0                       | 0                       |                         |
| Senior totalt                 | Senior totalt                 | Senior totalt                 | 2       | 0                       | 0                       | 0                       | 0                       |                         |